# Макаров, Игорь Юрьевич
Игорь Юрьевич Макаров (10 июня 1970, Юрьев-Польский, Владимирская область) — советский и российский футболист, нападающий и полузащитник.

## Биография
Воспитанник владимирского футбола. В главной команде города, «Торпедо», дебютировал в 1988 году во второй лиге. Затем играл в соревнованиях КФК за новгородскую «Энергию» и во второй лиге за «Зарю» (Калуга). В составе калужского клуба забил 27 голов в последнем сезоне первенства СССР и стал лучшим бомбардиром зонального турнира второй лиги.
В 1992 году перешёл в ЦСКА. Дебютный матч в высшей лиге России сыграл 12 апреля 1992 года против «Факела», выйдя на замену на 71-й минуте вместо Александра Гришина. Спустя четыре дня принял участие в полуфинальном матче последнего розыгрыша Кубка СССР и стал автором одного из двух голов «армейцев» в ворота «Памира». Всего в составе московского клуба провёл пять матчей в высшей лиге, а также один матч (и один гол) в Кубке страны.
Летом 1992 года перешёл в воронежский «Факел». В дебютном матче 26 июля 1992 года против московского «Динамо» отличился голом, который стал победным в матче. В высшей лиге в составе «Факела» сыграл 13 матчей и забил два гола. Выступал в команде до 1994 года, команда за это время опустилась во вторую лигу.
В 1994—1995 годах играл за «Балтику», в 1995 году помог клубу завоевать право на повышение в высшую лигу, однако по окончании сезона покинул команду. Затем играл на профессиональном уровне за «Уралмаш», снова «Факел», красноярский и липецкий «Металлурги» и челябинский «Лукойл». Также выступал за любительские клубы. Завершил игровую карьеру в 2003 году.
После завершения карьеры работал во многих клубах России начальником команды, спортивным и техническим директором, в том числе неоднократно в «Факеле». В 2007—2008 годах в «Анжи» входил в тренерский штаб команды.